# 10716 Олівермортон
10716 Олівермортон (10716 Olivermorton) — астероїд головного поясу, відкритий 29 листопада 1983 року.
Тіссеранів параметр щодо Юпітера — 3,350.